# SOX10
SOX10 (англ. SRY-box 10) – білок, який кодується однойменним геном, розташованим у людей на короткому плечі 22-ї хромосоми. Довжина поліпептидного ланцюга білка становить 466 амінокислот, а молекулярна маса — 49 911.
| 10         |  | 20         |  | 30         |  | 40         |  | 50         |
| ---------- |  | ---------- |  | ---------- |  | ---------- |  | ---------- |
| MAEEQDLSEV |  | ELSPVGSEEP |  | RCLSPGSAPS |  | LGPDGGGGGS |  | GLRASPGPGE |
| LGKVKKEQQD |  | GEADDDKFPV |  | CIREAVSQVL |  | SGYDWTLVPM |  | PVRVNGASKS |
| KPHVKRPMNA |  | FMVWAQAARR |  | KLADQYPHLH |  | NAELSKTLGK |  | LWRLLNESDK |
| RPFIEEAERL |  | RMQHKKDHPD |  | YKYQPRRRKN |  | GKAAQGEAEC |  | PGGEAEQGGT |
| AAIQAHYKSA |  | HLDHRHPGEG |  | SPMSDGNPEH |  | PSGQSHGPPT |  | PPTTPKTELQ |
| SGKADPKRDG |  | RSMGEGGKPH |  | IDFGNVDIGE |  | ISHEVMSNME |  | TFDVAELDQY |
| LPPNGHPGHV |  | SSYSAAGYGL |  | GSALAVASGH |  | SAWISKPPGV |  | ALPTVSPPGV |
| DAKAQVKTET |  | AGPQGPPHYT |  | DQPSTSQIAY |  | TSLSLPHYGS |  | AFPSISRPQF |
| DYSDHQPSGP |  | YYGHSGQASG |  | LYSAFSYMGP |  | SQRPLYTAIS |  | DPSPSGPQSH |
| SPTHWEQPVY |  | TTLSRP     |  |            |  |            |  |            |

A: Аланін

C: Цистеїн

D: Аспарагінова кислота

E: Глутамінова кислота

F: Фенілаланін

G: Гліцин

H: Гістидин

I: Ізолейцин

K: Лізин

L: Лейцин

M: Метіонін

N: Аспарагін

P: Пролін

Q: Глутамін

R: Аргінін

S: Серин

T: Треонін

V: Валін

W: Триптофан

Кодований геном білок за функцією належить до фосфопротеїнів. 
Задіяний у таких біологічних процесах, як транскрипція, регуляція транскрипції, альтернативний сплайсинг. 
Білок має сайт для зв'язування з ДНК. 
Локалізований у цитоплазмі, ядрі.